# Boyd megye (Nebraska)
Boyd megye az Amerikai Egyesült Államokban, azon belül Nebraska államban található. Megyeszékhelye Butte, legnagyobb városa Spencer. Lakosainak száma 1810 fő (2020. április 1.). Boyd megye Charles Mix, Holt, Keya Paha, Rock, Knox és Gregory megyékkel határos.

## Népesség
A megye népességének változása:
| Lakosok száma | 2100 | 2083 | 2058 | 2032 | 2006 | 1810 |
|               | 2010 | 2011 | 2012 | 2013 | 2015 | 2020 |